# Abbi Pulling
Abbi Jo Pulling (Gosberton, 21 de março de 2003), é uma automobilista britânica que atualmente compete no Campeonato GB3 pela equipe Rodin Motorsport, e é piloto de testes e de simulador da Nissan Formula E Team. Pulling é a campeã da F1 Academy de 2024. Ela foi membro da Alpine Academy de 2022 a 2025.

## Biografia
Abbi Jo Pulling nasceu em Gosberton, cidade do condado de Lincolnshire, na região leste da Inglaterra. Ela é filha de Andy Pulling, ex-piloto que competiu em corridas de resistência de motocicletas e que também é dono de uma empresa de soldagem. Pulling tem como mentora a ex-piloto britânica Alice Powell.

## Carreira
Pulling começou a competir no kart em 2013 aos 9 anos de idade. Ela desenvolveu sua carreira de kart principalmente na Grã-Bretanha, vencendo o Super 1 National Junior TKM Championship duas vezes em 2017 e 2018, disputando o Campeonato Ginetta Junior em 2018, participando de sete provas, enfrentando nomes como Luke Browning e Louis Foster, e tendo como melhor resultado um nono lugar em Brands Hatch.

### Fórmula Renault
Em 2020, Pulling fez uma participação na Eurocopa de Fórmula Renault, correndo como piloto convidada na rodada de Ímola pela FA Racing, equipe de propriedade de Fernando Alonso, mas a britânica ficou em último lugar nas duas corridas.

### Fórmula 4
Pulling estreou no Campeonato Britânico de Fórmula 4 em 2020, competindo pela JHR Developments com seus compatriotas James Hedley e Nathanael Hodgkiss. A britânica conseguiu pontuar em 20 das 26 etapas, conquistando quatro pódios e tendo o segundo lugar na corrida 3 em Thruxton como seu melhor resultado. Ao final da temporada, ela somou 191,5 pontos, ficando na sexta colocação.
Ela seguiu com a JHR para 2021, almejando disputar o título. Mas a britânica só conseguiu três terceiros lugares e 97 pontos, tendo que deixar a temporada antes do fim por falta de financiamento.
Pulling retornou à categoria em 2024 pela Rodin Motorsport, mesma equipe que defende na F1 Academy. Em maio, ela fez história ao ser a primeira mulher a vencer uma prova na F4, ao triunfar na corrida 2 de Brands Hatch, e ainda fez mais dois segundos lugares em Thruxton e Zandvoort. Pulling não fez a temporada completa, ficando em sétimo lugar, com 130 pontos.

### W Series

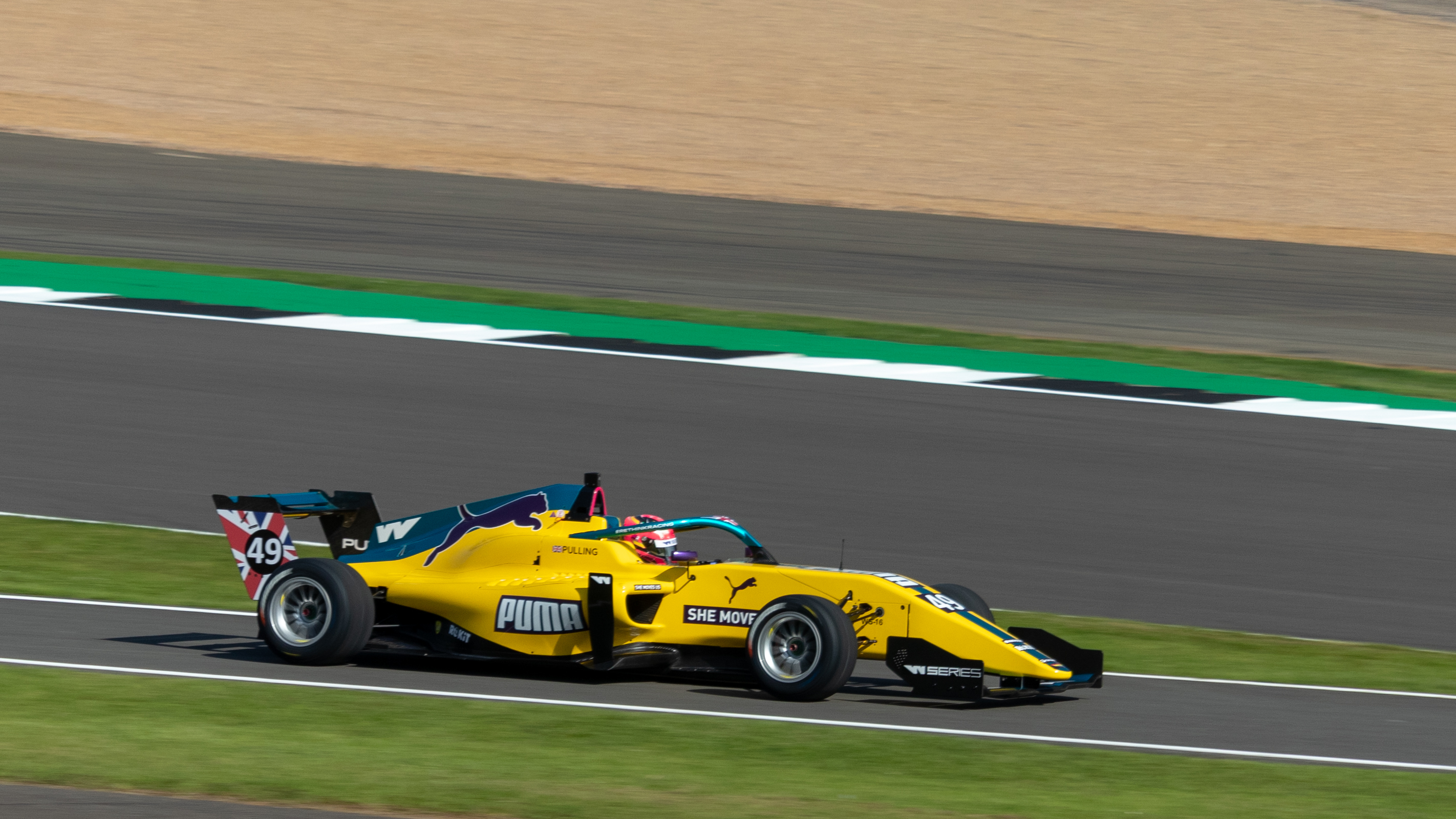
Pulling na prova britânica de 2021

Pulling esteve nas duas últimas temporadas da W Series. Em 2021, ela correu em algumas rodadas na Puma W Series Team, substituindo a polonesa Gosia Rdest a partir da 3ª rodada, sendo substituída pela australiana Caitlin Wood nas rodadas 4 e 5, e tendo como companheira regular a espanhola Marta García. Pullin pontuou já na sua primeira etapa, fez uma pole na corrida 1 Austin e foi a segunda colocada na corrida 2, encerrando o ano com 40 pontos e o sétimo lugar, que a tornou a melhor piloto da Puma na temporada.

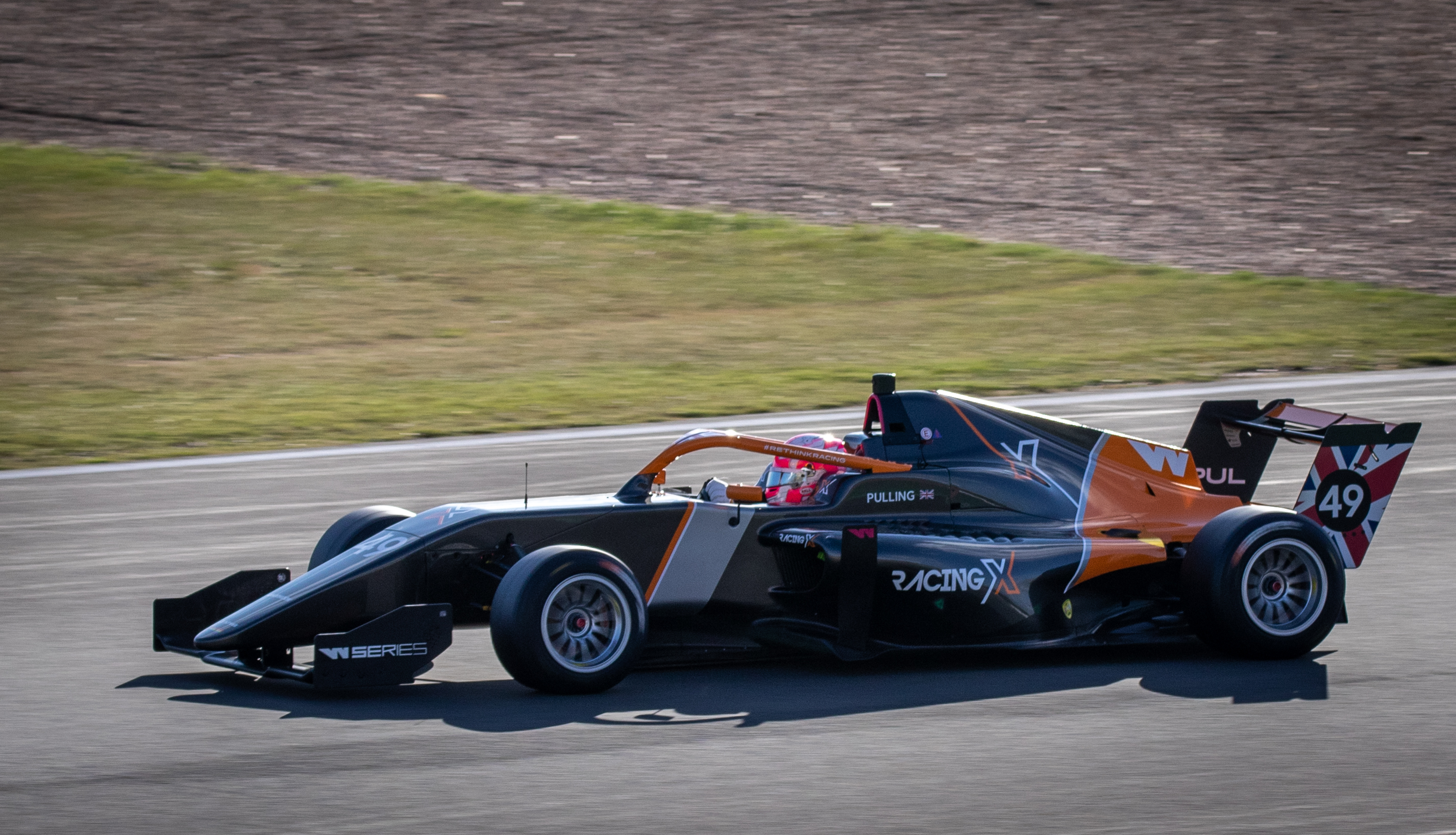
Pulling em Silverstone em 2022

Em 2022, Pulling fez a temporada completa, competindo pela Racing X ao lado da brasileira Bruna Tomaselli. A britânica pontuou em todas as etapas, fez dois pódios, com o segundo lugar na Catalunha sendo o seu melhor resultado, e acumulou 73 pontos, sendo mais uma vez a melhor piloto de sua equipe, já que Pulling superou Tomaselli por ampla margem.
O campeonato foi encurtado por conta da falta de patrocínio, e Pulling lamentou em suas redes sociais que as suas chances de lutar pelo vice-campeonato estavam arruinadas, afirmando também que estava "de coração partido" pelo fim da W Series.

### F1 Academy

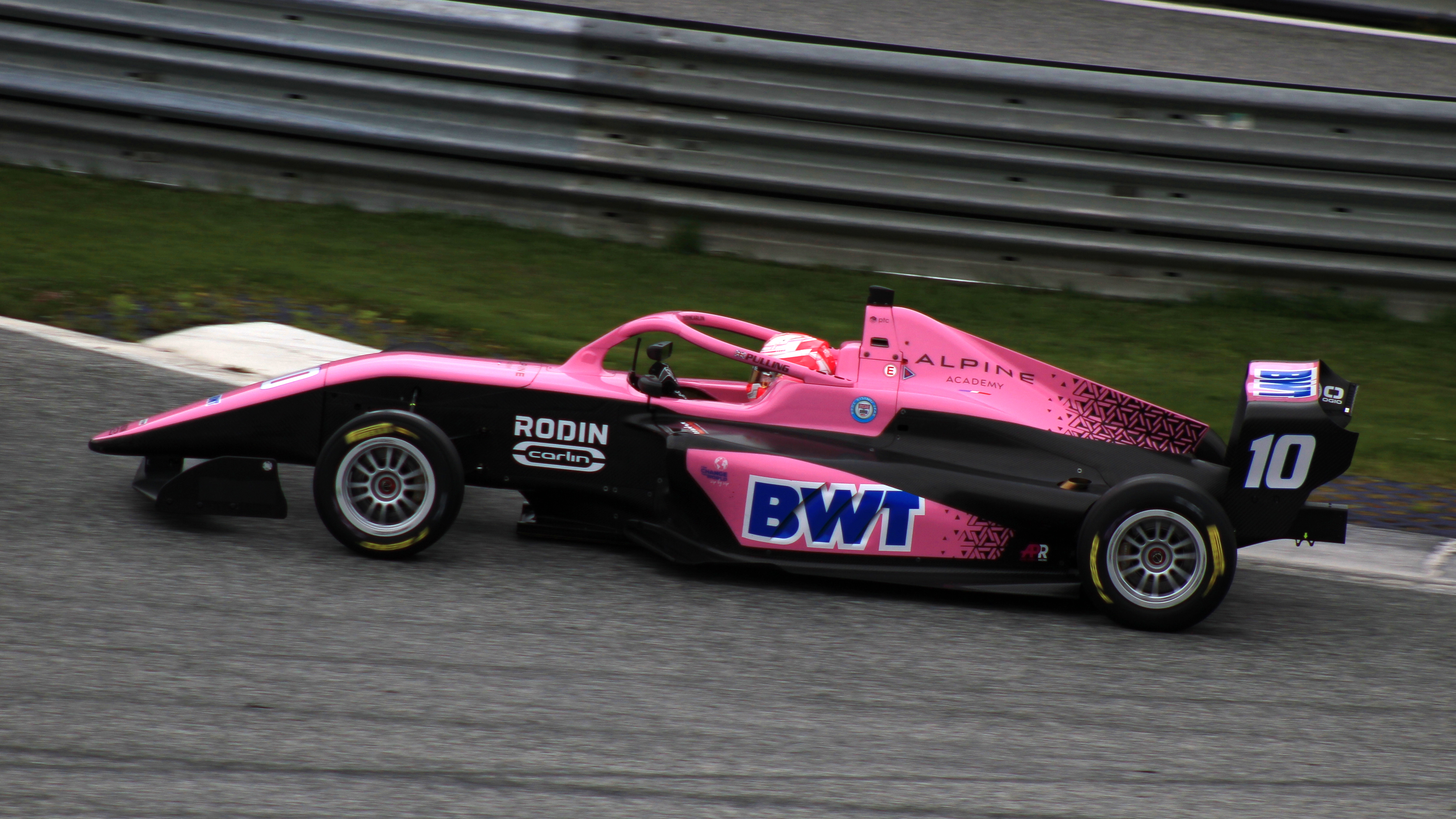
Pulling no Red Bull Ring em 2023

Pulling participou da temporada inaugural da F1 Academy em 2023, correndo pela Rodin Carlin juntamente com sua compatriota Jessica Edgar e a canadense Megan Gilkes, com Abbi sendo apoiada pela Alpine Academy. Em seu ano de estreia, Pulling teve duas poles, quatro voltas mais rápidas e sete pódios, somando 175 pontos e ficando na quinta colocação, sendo a piloto mais bem posicionada da Rodin.

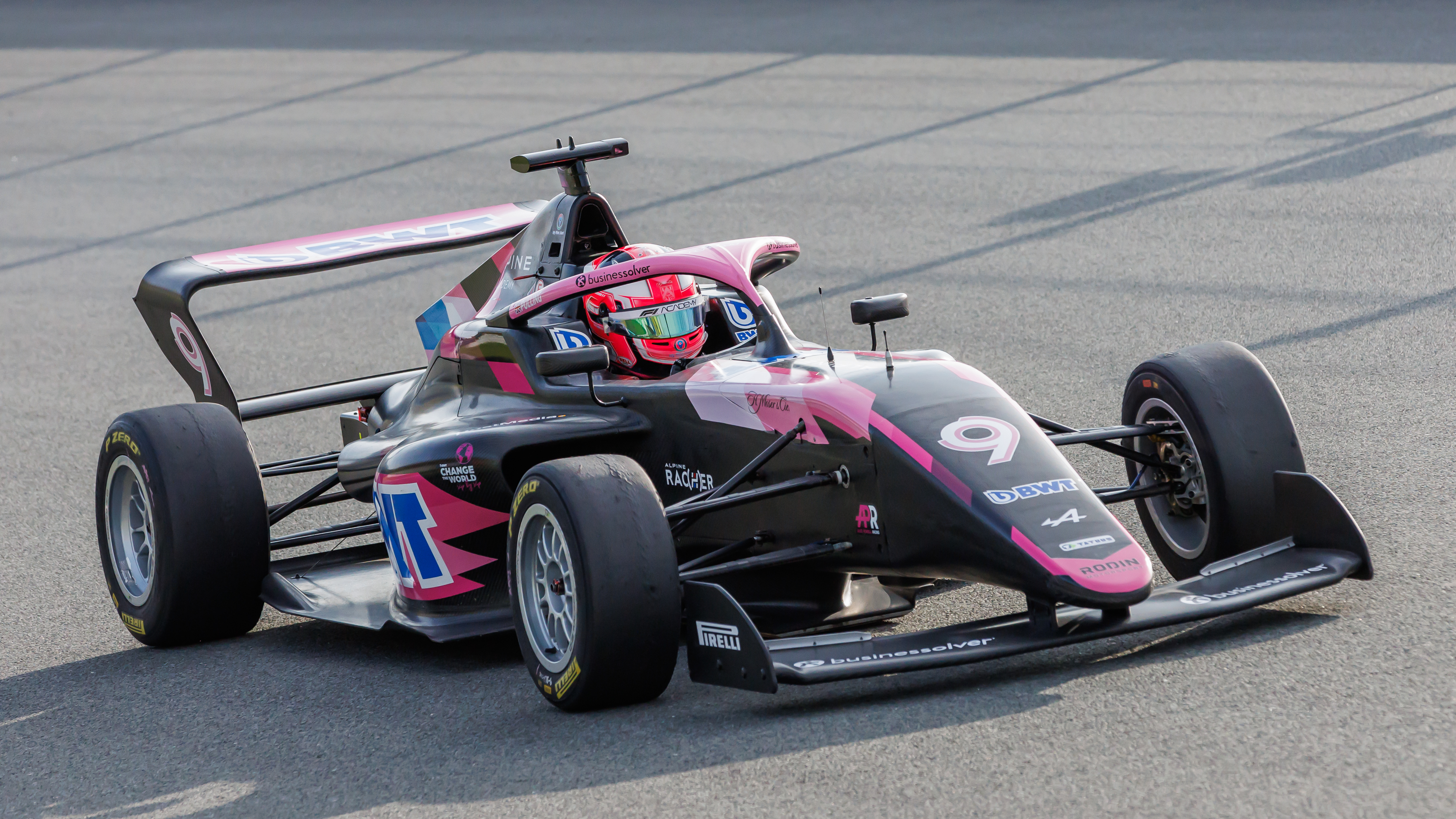
Pulling em Zandvoort em 2024

Ela seguiu na Rodin, que foi renomeada para Rodin Motorsport, para a temporada 2024, tendo novamente a companhia de Edgar e recebendo a francesa Lola Lovinfosse. Nesse ano, as equipes de Fórmula 1 apoiaram pilotos da categoria, e Pulling recebeu o suporte da Alpine. Pulling teve sua primeira vitória na corrida 2 de Gidá, engatando uma sequência de quatro vitórias consecutivas, e ainda venceu a corrida 1 em Zandvoort e as duas da rodada de Singapura. Com o segundo lugar na corrida 1 em Lusail, Pulling se consagrou campeã da F1 Academy, faltando três provas para encerrar o campeonato.
Mas com o cancelamento da corrida 2 do circuito de Catar, Pulling chegou a ter seu título ameaçado, pois a organização da F1 Academy decidiu adicionar uma corrida extra em Yas Marina, dando mais dois pontos para quem fizesse a pole. Com isso, a categoria passou a ter 84 pontos em jogo, um a mais do que a diferença que ela tinha para Doriane Pin. Contudo, Pulling "recuperou" o título ao anotar as poles nas três provas. Ela venceu as duas primeiras corridas e foi a segunda colocada na última prova do ano, o que rendeu à britânica os impressionantes recordes de nove vitórias, dez poles em quinze provas disputadas e 100% de idas ao pódio.
Com o título em 2024, Pulling tem o direito de correr no Campeonato GB3 de 2025, com uma vaga totalmente custeada na Rodin Motorsport, além de 20 dias de testes.

### Fórmula E
Em outubro de 2024, a Nissan Formula E Team escolheu Pulling, juntamente com Sophia Flörsch, para participar da sessão de testes de pré-temporada voltada para pilotos mulheres. Pulling fez o melhor tempo e liderou a sessão. Em junho de 2025, a Nissan anunciou um acordo plurianual com a britânica para que ela seja piloto de testes. Em sua função, Pulling fará treinos com simulador, participará de testes de novatos e de sessões exclusivas para mulheres.

### Fórmula 1
Em março de 2022, Pulling foi contratada pela Alpine F1 Team como membro de seu novo programa de afiliados Alpine. Antes do Grande Prêmio da Arábia Saudita de 2022, Pulling e Aseel Al-Hamad se tornaram as primeiras mulheres a pilotar um carro de Fórmula 1 na Arábia Saudita. Em fevereiro de 2025, foi anunciada a saída de Pulling da Alpine.

## Registros na carreira

### Sumário da carreira nokarting
| Temporada | Categoria                               | Equipe          | Classificação |
| --------- | --------------------------------------- | --------------- | ------------- |
| 2013      | LGM Series - IAME Cadet                 |                 | 26.º          |
| 2013      | Trent Valley Kart Club - IAME Cadet     |                 | 5.º           |
| 2014      | LGM Series - IAME Cadet                 |                 | 26.º          |
| 2014      | Kartmasters British GP - IAME Cadet     |                 | 13.º          |
| 2014      | Super One Series - IAME Cadet           | Kato Motorsport | 21.º          |
| 2015      | Super One Series - IAME Cadet           | KMS             | 36.º          |
| 2015      | Super One Series - TKM Junior           |                 | 14.º          |
| 2015      | LGM Series - IAME Cadet                 |                 | 51.º          |
| 2016      | Super One Series - TKM Junior           |                 | 2.º           |
| 2017      | Super One Series - TKM Junior           |                 | 1.º           |
| 2017      | ABkC 'O' Plate - Junior TKM             |                 | 1.º           |
| 2018      | Super One Series - TKM Junior           | Tal-Ko Racing   | 1.º           |
| 2019      | British Kart Championship - TKM Extreme | Tal-Ko Racing   | 44.º          |

### Sumário da carreira automobilística
| Temporada | Categoria                   | Equipe               | Corridas | Vitórias | Poles | V.M.R. | Pódios | Pontos | Class. |
| --------- | --------------------------- | -------------------- | -------- | -------- | ----- | ------ | ------ | ------ | ------ |
| 2018      | Ginetta Junior Championship | Total Control Racing | 7        | 0        | 0     | 0      | 0      | 62     | 21.º   |
| 2019      | Ginetta GT5 Challenge       | Race Car Consultants | 18       | 0        | 0     | 0      | 0      | ?      | ?      |
| 2020      | Fórmula 4 Britânica         | JHR Developments     | 26       | 0        | 0     | 0      | 4      | 191.5  | 6.º    |
| 2020      | Eurocopa de Fórmula Renault | FA Racing            | 2        | 0        | 0     | 0      | 0      | 0      | NC     |
| 2021      | Fórmula 4 Britânica         | JHR Developments     | 18       | 0        | 0     | 0      | 3      | 97     | 14.º   |
| 2021      | W Series                    | Puma W Series Team   | 4        | 0        | 1     | 0      | 1      | 40     | 7.º    |
| 2022      | W Series                    | Racing X             | 7        | 0        | 0     | 2      | 2      | 73     | 4.º    |
| 2023      | F1 Academy                  | Rodin Carlin         | 21       | 0        | 2     | 4      | 7      | 177    | 5.º    |
| 2024      | F1 Academy                  | Rodin Motorsport     | 15       | 9        | 10    | 6      | 15     | 338    | 1.º    |
| 2024      | Fórmula 4 Britânica         | Rodin Motorsport     | 23       | 1        | 0     | 1      | 3      | 130    | 7.º    |

#### Resultados na F1 Academy
(legenda) (resultados em negrito indicam pole position; resultados em itálico indicam volta mais rápida)
| Ano  | Equipe           | 1       | 2       | 3       | 4        | 5        | 6     | 7       | 8       | 9       | 10      | 11       | 12        | 13      | 14      | 15      | 16      | 17      | 18        | 19      | 20      | 21      | Pontos | Class. |
| ---- | ---------------- | ------- | ------- | ------- | -------- | -------- | ----- | ------- | ------- | ------- | ------- | -------- | --------- | ------- | ------- | ------- | ------- | ------- | --------- | ------- | ------- | ------- | ------ | ------ |
| 2023 | Rodin Carlin     | RBR 1 4 | RBR 2 8 | RBR 3 4 | CRT 1 11 | CRT 2 12 | CRT 3 | CAT 1 2 | CAT 2 3 | CAT 3 4 | ZAN 1 7 | ZAN 2 10 | ZAN 3 Ret | MON 1 4 | MON 2 3 | MON 3 2 | LEC 1 2 | LEC 2 7 | LEC 3 DSQ | USA 1 2 | USA 2 4 | USA 3 6 | 175    | 5º     |
| 2024 | Rodin Motorsport | JED 1 2 | JED 2 1 | MIA 1   | MIA 2 1  | CAT 1    | CAT 2 | ZAN 1   | ZAN 2 3 | SIN 1   | SIN 2 1 | LSL 1 2  | LSL 2 C   | ABU 1   | ABU 2 1 | ABU 3 2 |         |         |           |         |         |         | 338    | 1º     |